# Härke strand
Härke strand var en av SCB avgränsad och namnsatt småort i Östersunds kommun i Jämtlands län. Småorten omfattade bebyggelse sydväst om Härke på södra Frösön i Frösö distrikt (Frösö socken). Området utgör numera en del av tätorten Östersund.